# El Pepe, una vida suprema
Pour plus de détails, voir Fiche technique et Distribution.
El Pepe, una vida suprema est un film documentaire réalisé par Emir Kusturica, sorti en 2018.

## Synopsis
Le film est un documentaire sur José Mujica (surnommé Pepe Mujica) qui a été président de l'Uruguay du 1er mars 2010 au 1er mars 2015.

## Fiche technique
- Titre français : El Pepe, una vida suprema
- Réalisation : Emir Kusturica
- Pays de production : Argentine, Uruguay, Serbie
- Format : Couleurs - 35 mm - 1,85:1
- Genre : biographie, documentaire
- Durée : 74 minutes
- Date de sortie :
  - Italie : 2 septembre 2018 (Mostra de Venise 2018)

## Distinction
- Mostra de Venise 2018 : sélection hors compétition